# Prionopeltis socialis
Prionopeltis socialis är en mångfotingart som beskrevs av Carl 1912. Prionopeltis socialis ingår i släktet Prionopeltis och familjen orangeridubbelfotingar. Inga underarter finns listade i Catalogue of Life.